# Изола Мантења (Падова)
Изола Мантења је насеље у Италији у округу Падова, региону Венето.
Према процени из 2011. у насељу је живело 122 становника. Насеље се налази на надморској висини од 32 м.